# Iprite (romanzo)
Iprite (Иприт) è un romanzo satirico di fantascienza degli scrittori russi Viktor Šklovskij e Vsevolod Ivanov pubblicato per la prima volta nel 1925; racconta di una contrapposizione tra le forze capitaliste occidentali e l'Unione sovietica sullo scacchiere mondiale.

## Trama
Dopo essere stato sorpreso a viaggiare su un treno sovietico insieme all'orso Rokambol, mascherato da vecchia zia, il marinaio russo Paška Slovochotov si imbarca clandestinamente su una nave diretta in occidente. Ma quando la chiglia del vascello è squarciata dall'esplosione di una mina galleggiante, finisce in acqua insieme all'animale ed è gettato dalle onde sulla costa della Gran Bretagna. Qui viene soccorso dalla giovane Susanna Mond, figlia di un famoso chimico, che se ne innamora scambiandolo per Tarzan. Ed è come incarnazione dell'eroe letterario di Edgar Rice Burroughs che Paška conquista fama nel jet set e conquista i cuori delle aristocratiche inglesi.
Nel frattempo le potenze occidentali decidono di portare avanti un'azione eversiva in URSS mediante la diffusione di una nuova religione, che consiste nella divinizzazione di un nuovo dio, il tedesco Reck. Il suo culto ha le caratteristiche del divismo cinematografico. Costui ha un fratello gemello, Hans-Amalia Kurre, che si trova a Mosca in quanto rappresentante commerciale di pettini per capelli. Scambiato per Reck, è costretto a darsi alla macchia ma gli viene attribuita per errore l'identità del cinese Sin-bin-u, che si trova in Russia per sollecitare l'appoggio alla rivoluzione proletaria cinese.
Giunto nella fabbrica di cellulosa incombustibile del giapponese Shi, nell'Asia centrale, Kurre ruba il suo brevetto che permette di costruire una quantità di oggetti resistenti e versatili. Mentre la rivoluzione si diffonde in Cina e India, i capitalisti progettano un “cordone sanitario” per impedire l'arrivo di aiuti dall'URSS. Mond calcola che per produrre abbastanza iprite da sigillare i confini dei due paesi, sia necessario moltiplicare le ore di lavoro degli operai inglesi: ci riesce sintetizzando un gas, la susanite, che libera gli esseri umani dalla necessità di dormire. In questo modo i turni in fabbrica si moltiplicano e la produzione pure. La regione nordest dell'URSS viene duramente bombardata con ordigni all'iprite.
Paška e Rokambol vengono denunciati da Canolyw, uno spasimante di Susanna Mond, il marinaio riesce a fuggire ma l'orso è arrestato, processato e condannato a morte; all'ultimo momento, grazie a una campagna di stampa, viene graziato. Ma si lascia andare alla malinconia per l'assenza di Paška.
Holten, un uomo di colore al servizio del professor Mond, il primo sul quale il chimico sperimentò il gas anti-sonno, scopre che suo figlio è stato ucciso in URSS dagli aerei anglo-francesi e decide di vendicarsi. Aiuta un ex compagno di studi di Mond, il professor Schultz, a mettere in circolazione nella nebbia di Londra un contro-gas con effetto soporifero. Mentre l'Inghilterra è addormentata, Paška e Holten guidano un'insurrezione proletaria che prende il potere. Negli Stati Uniti, Reck si mette nei guai perché viene sorpreso a letto con la moglie di un grande capitalista, che lo riduce in cattività come un cane. Liberatosi, guida una pseudo-rivoluzione che però abortisce. Prima di sacrificarsi per uccidere Mond, Schultz ha immesso sul mercato internazionale quantità enormi di oro sintetico che fanno crollare l'economia mondiale. Caduto nelle mani di Paška, Reck viene portato in URSS e processato, quindi viene rimesso in libertà. Nel caos totale, la rivoluzione socialista trionfa ovunque.

## Critica
(Igor Smirnov, Live Journal)

## Edizioni
- Viktor Šklovskij, Vsevolod Ivanov, Iprite, Meridiano Zero, 2013, ISBN 978-88-8237-292-7.